# Mariä Himmelfahrt (Neresheim)

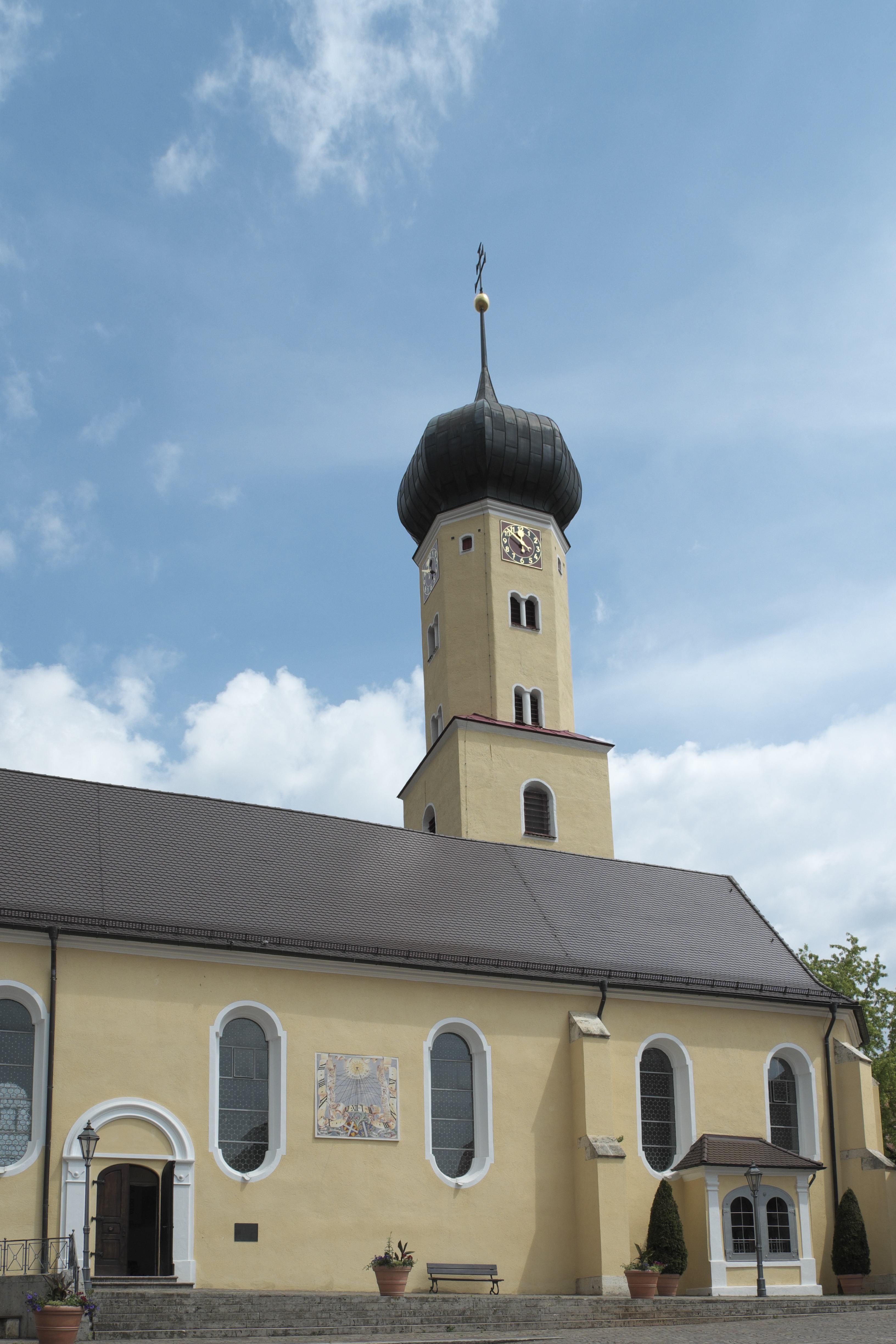
Mariä Himmelfahrt in Neresheim

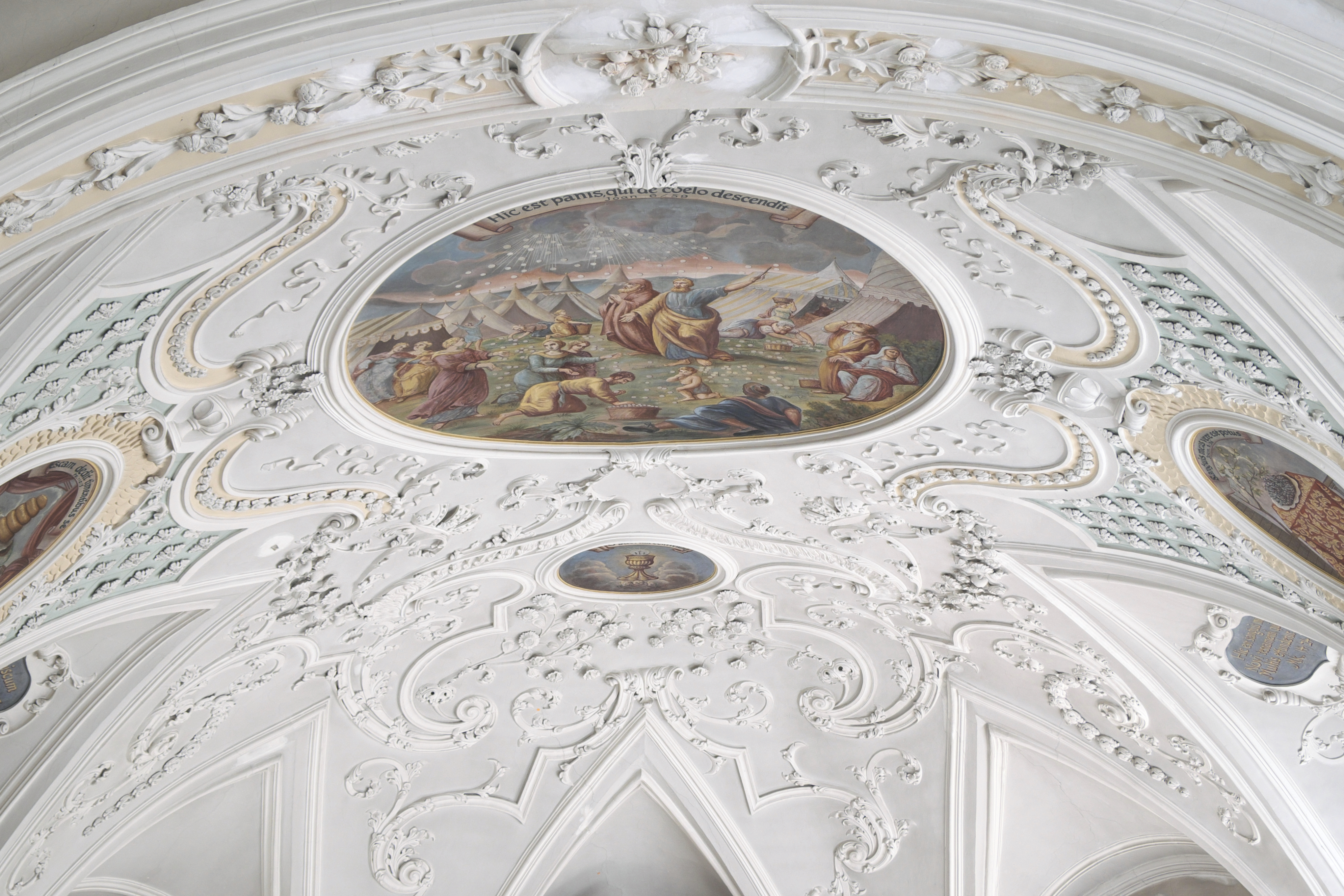
Gewölbe

Die römisch-katholische Stadtpfarrkirche Mariä Himmelfahrt ist ein geschütztes Kulturdenkmal nach dem Denkmalschutzgesetz. Sie steht in Neresheim, einer Gemeinde im Ostalbkreis in Baden-Württemberg. Die Kirchengemeinde gehört zum Dekanat Ostalb der Diözese Rottenburg-Stuttgart.

## Beschreibung
Die im Kern gotische Saalkirche besteht aus einem Langhaus, einem gleich breiten, dreiseitig geschlossenen Chor im Osten, der von Strebepfeilern gestützt wird, und einem Chorflankenturm auf quadratischem Grundriss an dessen Nordwand, der um achteckige Geschosse mit dem Glockenstuhl und der Turmuhr aufgestockt und mit einer Zwiebelhaube bedeckt wurde.
Der Innenraum des Langhauses ist mit einem Muldengewölbe überspannt. Die Fresken dort schuf 1716 Johann Michael Zink. Die zweimanualige Orgel mit 19 Registern wurde 1978 von der Firma Gebrüder Link in ein historisches Gehäuse aus dem Jahr 1779 erbaut.